# Julius Jozef Maria Visser

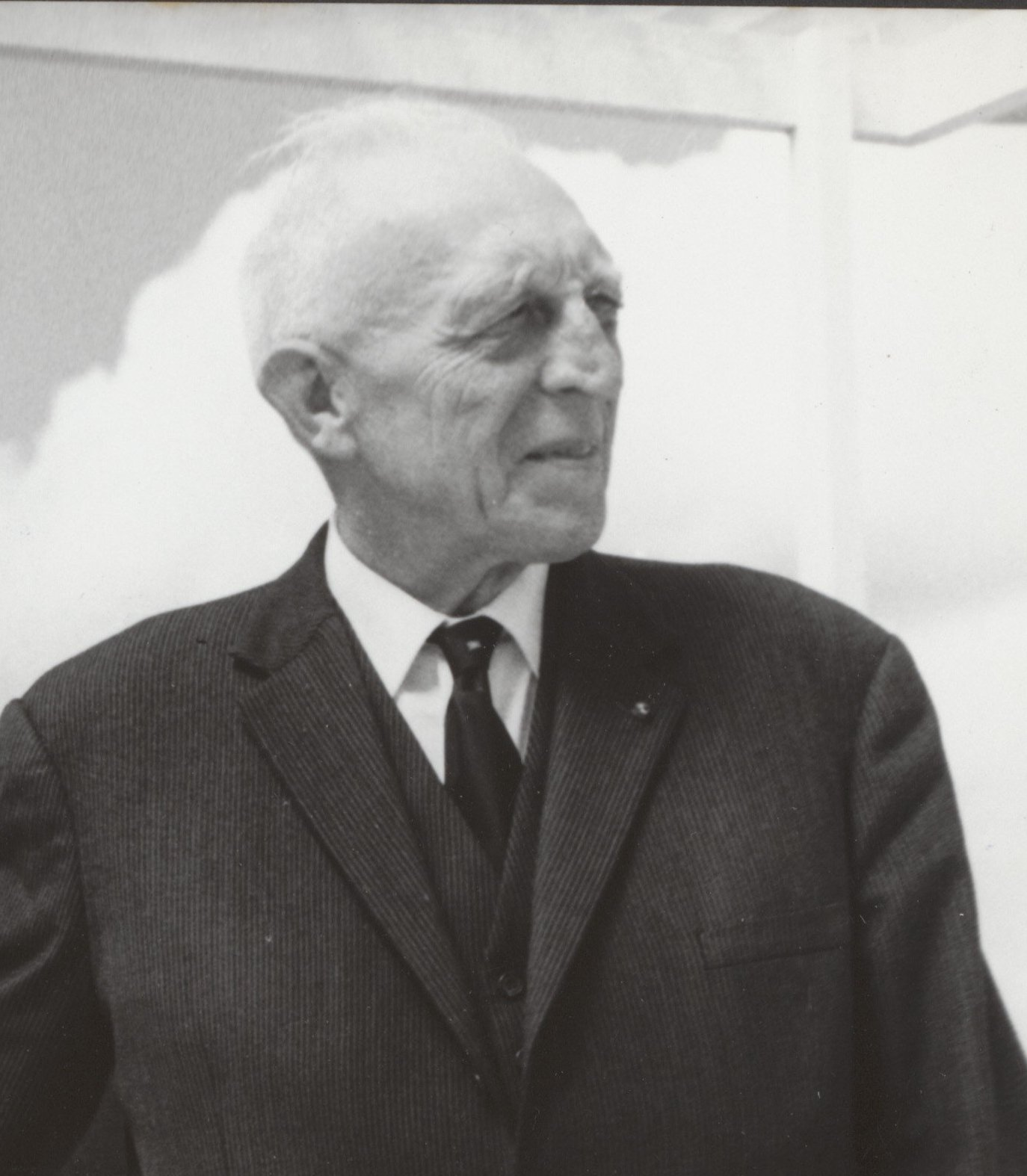
Burgemeester J.J.M. Visser (1967)

Julius Jozef Maria Visser (Noordwijkerhout, 24 september 1903 – Amstelveen, 10 november 1997) was een Nederlands politicus.
Hij werd geboren als zoon van Ferdinandus Jozef Visser (1873- 1959; arts) en Maria Anna Elisabeth Meddens (1878-1954). Na de middelbare school ging hij naar de Rijksuniversiteit Leiden waar hij in 1929 is afgestudeerd in de Indologie. Daarna vertrok hij naar Nederlands-Indië waar hij in dienst trad als administratief ambtenaar bij het Binnenlands Bestuur. In 1931 werd Visser adspirant-controleur bij de provincie Midden-Java en twee jaar later werd hij benoemd tot controleur bij de provincie Oost-Java. Vanaf 1935 was hij werkzaam in Kendal (Midden-Java) met in 1936 een langdurig verlof in Europa. Begin 1939 volgde promotie tot controleur eerste klasse. Hij was waarnemend assistent-resident voor hij in 1948 de bestuursdienst verliet om chef te worden bij de arbeidsinspectie bij het departement van Sociale Zaken op Java. Eind 1949 werd Indonesië onafhankelijk waarna Visser terugkeerde naar Nederland waar hij directeur werd van de Stichting Interlocale Woningruilcentrale in Utrecht. Eind 1953 werd hij de burgemeester van Haarlemmerliede en Spaarnwoude en in 1960 volgde zijn benoeming tot burgemeester van Ouder-Amstel. In 1968 ging Visser daar met pensioen en in 1997 overleed hij op 94-jarige leeftijd.